# Kvinnliga könsorgan
De kvinnliga könsorganen är de organ som används för att befruktning skall kunna ske. De kvinnliga könsorganen är egentligen flera organ i människokroppen, men när man talar om ett enda könsorgan brukar man vanligen mena vaginan.

## Yttre könsorgan,vulva

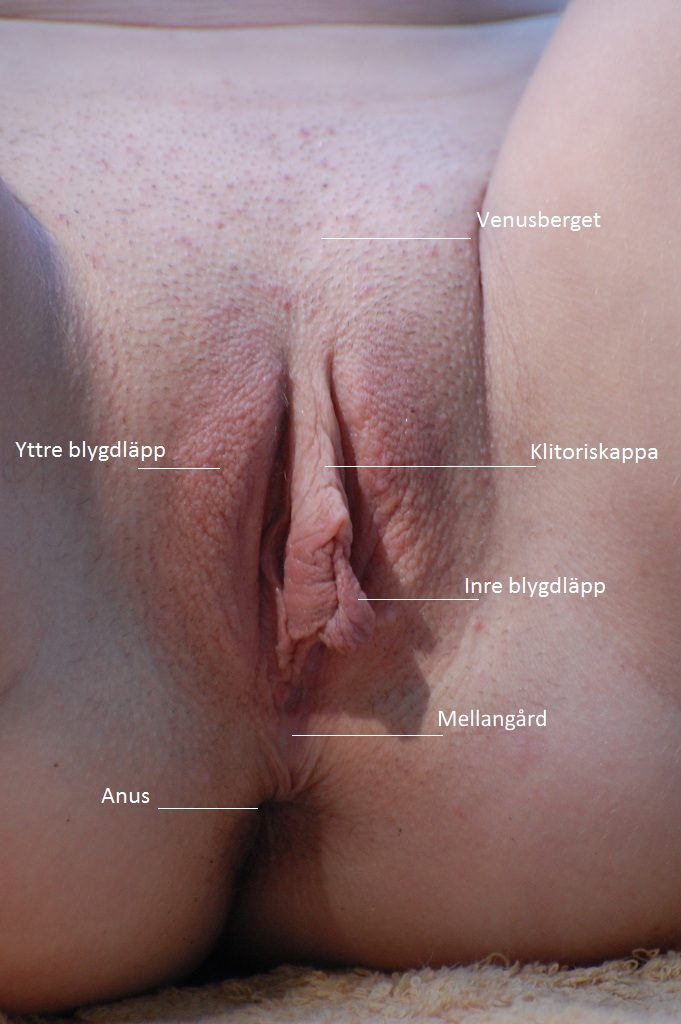
Anatomiska detaljer utmärkta på de yttre könsorganen.

venusberget
Det fettrika område som buktar ut ovanför kvinnans yttre blygdläppar och blir hårbeklätt i puberteten. Det är en del av de yttre könsorganen hos kvinnan, vulvan. Området ligger framför blygdbenet, pubis, vilket är grunden till dess latinska namn. I venusberget finns många nervändar vilket gör området känsligt för tryck och beröring.
fordyces körtlar
två talgproducerande körtlar placerade mellan kvinnans inre och yttre blygdläppar. Talgen har en krämliknande konsistens och liknar även i övrigt, både till färg och funktion, den smegma som bildas under mäns förhud. Funktionen är att förhindra inre och yttre blygdläppar att klibba ihop. Produktionen är som störst hos unga kvinnor i puberteten och avtar något hos vuxna kvinnor.
yttre och inre blygdläppar är bägge starkt erogena zoner.
de yttre blygdläpparna, labia majora, är uppbyggda av fettvävnad, glatt muskulatur och svällkroppsvävnad. Deras funktion är att skydda de inre blygdläpparna och slidan mot nötning och stötar. De yttre blygdläpparna är rika på nervändar och svett- och talgkörtlar. Vid sexuell upphetsning blodfylls de, blir mörkare, sväller och blir känsligare för sexuell beröring.
De inre blygdläpparna, labia minora, är tunna slemhinneveck som ligger mot varandra som skydd för slidmynningen och urinrörsmynningen. Den inre och den yttre delen av de inre blygdläpparna avdelas av Harts linje. Insidan är alltid fuktig och känsligare för beröring, medan utsidan är mer lik vanlig hud. Vid sexuell upphetsning ökar blodflödet i de inre blygdläpparna, varvid de sväller, ibland till flerdubbel storlek och säras.
klitorishuva (klitoriskappa, klitoris förhud, prepuce)
Övre delen av de inre blygdläpparna förenas genom ett hudveck runt klitoris i klitorishuvan, eller kappan, en slags huva av hud som skyddar den mot nötning och är homolog med penisens förhud. Även här finns det talgkörtlar.
klitoris
Kallas även "kittlare" och är en del av kvinnans könsorgan som är starkt sexuellt retbart. Den synliga delen ligger strax ovanför urinrörets mynning och heter Klitorisollon. Klitoris innehåller svällkroppar och kan därigenom förstoras vid sexuell retning. Klitoris och mannens ollon är utformningsmässigt varandras direkta motsvarigheter, och utvecklas från samma del hos fostret.
- svällkroppar

är en svampig vävnadsform, med en mängd små hålrum som blodfylls vid sexuell upphetsning. Svällkroppen kan därför svälla och, beroende på typ av svällkroppsvävnad, styvna. Kvinnans klitoris består av svällkroppsvävnad, corpora cavernosa clitoridis, vilket innebär att klitoris erigeras vid sexuell upphetsning. En mjukare typ, corpus spongiosum, finns i de yttre blygdläpparna, i bulbus vestibuli (ibland benämnda klitorisklyftor) och kring den yttre delen av slidöppningen, "den vaginala cuffen". Den vaginala cuffen fortsätter upp längs främre slidväggen och omsluter urinröret.
förgården (vestibulum vaginae)
är området som omgärdas av de inre blygdläpparna, och är gränsskiktet mellan yttre och inre organ. Det slutar vid slidkransen, hymen.
skenes körtlar
omdebatterat även kallade den kvinnliga prostatan, är det yttersta av flera parvis liggande körtlar som ligger i vävnaden kring kvinnans urinrör.
urinrörsöppning
slidkransen
är flikar av hudveck som går från bakre delen av slidan och tunnas ut framåt. Den kallas även hymen, och förr även det missvisande namnet mödomshinnan. Här börjar de inre könsorganen.
bartolinis körtlar (glandula vestibularis major)
är två ärtstora körtlar belägna mellan insidan av respektive inre blygdläpp och den bakre delen av slidöppningen och mynnar på varsin sida om slidmynningen. De påvisades av den danske anatomen Caspar Bartholin (1655–1738). Körtlarna producerar ett mjukgörande, genomskinligt sekret, som ökas vid sexuell upphetsning.
mellangården
utgörs av området mellan den egentliga vulvan, där de yttre blygdläpparna går ihop och anus. Det är ett hårlöst område. Området har även en hudsöm, som är en rest från fosterstadiet, som går från slidan till anus och heter raphe. Ofta utsatt om bristningar uppstår vid förlossning.

## Inre könsorgan
slida (latin vagina)
är den nedersta delen av de kvinnliga inre könsorganen och utgör en hålighet med en öppning utåt mellan benen längst ned i bålen. Slidans övre begränsning är mot livmoderns nedersta del, livmoderhalsen, och den nedre slidkransen som är gränsen mot förgården.
Slidans muskelväggar, bakre och främre, är beklädda med en veckad slemhinna, som ansluter till de yttre könsorganen, vilka börjar med förgården, vestibulum. Slidan är knappt 10 cm djup med en, hos den mogna kvinnan, starkt veckad slemhinnekanal som vid sexuell retning erigerar och slätas ut. De bägge slidväggarna, som vid avslappnat läge vilar mot varandra, drar sig därmed ifrån varandra och öppnas mot förgården.
Flytningar är den vätska som bildas i slidan för att hålla den ren, denna är oftast helt vit och lite slemmig.
livmodertapp (livmoderhalsen, cervix uteri, collum uteri)
är den nedersta och smalaste delen av livmodern. Den är ungefär 2,5 cm lång och omsluts av slidans översta del, fornix. Livmodermunnen, portio, är öppningen mot livmoderrummet och sitter längst ut på livmoderhalsen. Den är hos en flicka eller en kvinna som inte fött barn rund och hos en kvinna som fött barn tvärställd. Livmoderhalsen är sluten med ett segt slem under de dagar då kvinnan inte haft ägglossning. I samband med ägglossning så påverkas den innersta slemhinnan i cervix så att sädescellerna kan komma in i livmodern och sedan vidare till en äggledare där ägget kan bli befruktat. Slemmet i cervix är då mer tunnflytande och mindre segt.
Får kvinnan menstruation, återgår tappen efteråt till det mer slutna tillståndet med ett segt slem.
vid graviditet uppstår ett mycket segt sekret som kallas "slemproppen" och effektivt skyddar fostret mot infektioner under tillväxten.
Under tider när kvinnan inte är gravid, under graviditet och fram tills förlossningsarbetet börjar har livmoderhalsen ungefär samma fasta konsistens som människans nästipp. Under inverkan av förlossningshormon och barnets tryck med huvudet mot cervix övre del mjuknar hela livmoderhalsen och öppnar sig inifrån och ut till livmodermunnen. Konsistensen blir därmed allt mjukare, liknande slemhinnan i munhålans botten. När nästan hela livmodermunnen öppnat sig är cervix förändrad till en lövtunn hinna, som sluter kring barnets huvud och glider över det likt en polokrage. Efter förlossningen återgår livmoderhalsen till sitt pregravida stadium, som en nästipp i konsistensen.
livmoder (hyster, kved uterus)
Myometriumet är livmoderns tjocka muskelvägg som består av glatta muskler. Hos honor i fertil ålder växer livmoderns innersta skikt, livmoderslemhinnan (endometrium), till som ett led i mens-cykeln. Detta absorberas av kroppen om honan inte blir gravid. Hos människan så är absorptionen inte fullständig, utan en del av livmoderslemhinnan utstöts i form av menstruation. Efter den fertila fasen i honans liv upphör i och med klimakteriet denna cykliska tillväxt och avstötning av livmoderslemhinnan, och livmodern i helhet blir något mindre.
Om kvinnan blir gravid så ökar livmodern kraftigt sin tillväxt. Inte bara i volym utan också i väggarnas tjocklek i akt och mening att kunna föda fram barnet genom nedåtriktade muskelsammandragningar. Fostret är förbundet med livmoderväggen genom navelsträngen och moderkakan.~
Inför förlossningen blir livmoderhalsen mjukare. Under livmoderns fortsatta muskelarbete förändras så småningom hela livmoderhalsen tills den yttre livmodermunnen står helt öppen för barnets huvud, som sen kan tränga ned i slidan. Livmodern fortsätter att dra samman sig tills kvinnan har fött fram barnet och moderkakan helt.
Så snart livmodern är tömd på allt sitt innehåll (moderkaka, fosterhinnor och fostervatten) återtar den sin ursprungliga storlek och konsistens. Denna återgång tar 6-8 veckor.
äggledare
är tunna rörformade organ genom vilka äggceller transporteras från äggstockarna till livmodern[2] med hjälp av rörväggarnas celler som har cilier. Äggledaren börjar som en tratt mot äggstocken för att kunna fånga upp äggen när de släpps ut. Det är oftast i äggledarna som befruktningen sker, och det tar cirka fyra dagar för det befruktade ägget att nå ner till livmodern.
äggstockar (ovarier)
är ett inre könsorgan hos hondjur där äggceller utvecklas från äggreserven. Äggstockarna fungerar både som behållare för äggreserven och som kvinnans endokrina körtlar för könshormoner. Äggstockarnas storlek förändras med åldern och är större hos längre kvinnor än kortare. De minskar i storlek från omkring 30 års ålder. Hos kvinnor innan klimakteriet är äggstockarna i genomsnitt 20 cm3 och efter menopaus 10 cm3.
Under fosterstadiet bildas ungefär 7 miljoner oocyter. De flesta av dem hålls tillbaka genom atresi. De två äggstockarna tillsammans har därefter kvar ungefär 400 000 omogna ägganlag, men under livet kommer endast ca 400 av dem leda till ägglossning.

## Sexuell funktion
Många av de olika könsorganen reagerar kraftigt när en person blir sexuellt upphetsad.
Flera av de inre och yttre könsorganen är också känsliga för beröring och tryck, antingen direkt eller indirekt via huden, slidan eller analöppningen.
Till dessa känsliga områden hör också mellangården och anus, som inte betraktas som könsorgan men är erogena zoner.